# Zhang Wei (Mathematiker)

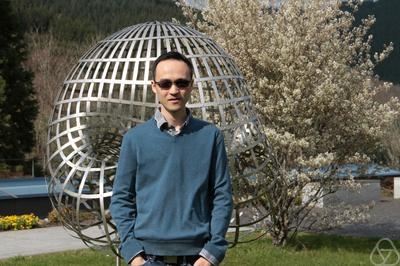
Zhang Wei, 2017

Zhang Wei (chinesisch 张伟, Pinyin Zhāng Wěi; * 18. Juli 1981 im Stadtbezirk Dachuan der Stadt Dazhou in der Provinz Sichuan der Volksrepublik China) ist ein chinesischer Mathematiker, der sich mit Zahlentheorie, automorphen Formen und algebraischer Geometrie befasst.
Zhang Wei machte seinen Bachelorabschluss an der Peking-Universität und wurde 2009 an der Columbia University bei Shou-Wu Zhang promoviert (Modularity of generating functions of special cycles on Shimura varieties). Danach war er als Post-Doktorand ab 2010 Benjamin Pierce Instructor an der Harvard University. Zurzeit (2016) ist er Professor an der Columbia University.
Zhang befasst sich mit algebraischen Zyklen, Spurformeln und speziellen Werten von L-Funktionen. Er wurde bekannt, als er noch als Student 2005 die Kudla Vermutung bewies (Thema seiner Dissertation). Stephen S. Kudla vermutete 1997, dass eine von ihm konstruierte Familie von Zyklen auf Shimura-Varietäten von siegelschen Modulformen erzeugt wird. Richard Borcherds bewies die Vermutung für Zyklen der Kodimension 1. Zhang erweiterte das auf höhere Dimension und baute dabei neben Borcherds auf Arbeiten von Hirzebruch/Zagier sowie von Zagier/Gross/Kohnen (1986/1987) auf. Mit Xinyi Yuan und Shou-Wu Zhang verallgemeinerte er sein Resultat auf total reelle Zahlkörper. Kurz darauf verallgemeinerten sie Beweise von Gross-Zagier-Formeln, die Höhen von Heegner-Punkten auf Modulkurven (zu denen nach den Arbeiten von Wiles, Taylor auch elliptische Kurven zählen) mit Werten der Ableitung bestimmter L-Funktionen bei s = 1 in Verbindung bringen und in den Originalarbeiten schwer verständlich waren, über den Beweis eines arithmetischen Analogons einer Formel von Jean-Loup Waldspurger. Mit Yun gelang ihm 2015 eine geometrische Interpretation der höheren Terme der Taylor-Reihe von L-Funktionen. Das wurde als bedeutender Fortschritt gewertet, der auch die exakte Berechnung höherer als des ersten (Gross/Zagier 1986) und zweiten Terms erlaubt und eine neue Sicht auf die Vermutung von Birch und Swinnerton-Dyer.
2010 erhielt Zhang den SASTRA Ramanujan Prize, 2016 die Morningside-Medaille in Gold. Für 2018 erhielt er einen New Horizons in Mathematics Prize. Er war eingeladener Sprecher auf dem Internationalen Mathematikerkongress in Rio de Janeiro 2018 (Periods, cycles, and L-functions: a relative trace formula approach). Für 2019 wurde ihm der Clay Research Award zugesprochen. 2023 wurde Zhang in die American Academy of Arts and Sciences gewählt.

## Schriften (Auswahl)
Außer den in den Fußnoten erwähnten Schriften
- mit Zhiwei Yun: Shtukas and the Taylor expansion of L -functions, Annals of Mathematics, Band 186, 2018, S. 767–911